# Renato Cecchetto
Renato Cecchetto (Adria, 28 ottobre 1951 – Roma, 23 gennaio 2022) è stato un attore, doppiatore e direttore del doppiaggio italiano.

## Biografia
Studia e si diploma presso l'Accademia d'arte drammatica "Silvio d'Amico". Lavora in teatro e viene diretto, fra gli altri, da Mario Missiroli, Giorgio Pressburger, Vittorio Sermonti e Francesco Macedonio.
In ambito cinematografico ha lavorato in più di 80 film con registi come Mario Monicelli, Steno, Marco Ferreri, Damiano Damiani, Florestano Vancini, Carlo Vanzina e Neri Parenti, in pellicole quali Amici miei - Atto IIº, Fracchia la belva umana, Parenti serpenti e Pierino colpisce ancora. Per la televisione è il giudice Bordonaro nelle prime due edizioni de La piovra.
Come doppiatore era noto per essere stato la voce italiana del personaggio di Shrek nell'omonimo franchise fino alla sua scomparsa. È stato inoltre il corrispettivo italiano di John Ratzenberger, avendo doppiato la maggior parte dei suoi ruoli nei film Disney/Pixar, tranne che per Ribelle - The Brave, Gli Incredibili - Una "normale" famiglia di supereroi, Gli Incredibili 2. È stato anche adattatore di dialoghi e speaker radiofonico. Ha inoltre dato la voce a Cleveland Brown a partire dall'undicesima fino alla diciannovesima stagione de I Griffin, in sostituzione di Luciano Marchitiello. Fu anche il maestro Levine in Fantasia 2000.
È morto il 23 gennaio 2022 all'ospedale San Camillo di Roma, dove era ricoverato a causa delle ferite riportate dopo un incidente in scooter, all'età di 70 anni.Riposa al cimitero di Adria Rovigo suo paese natale 

## Filmografia

Cecchetto in una scena di Pierino colpisce ancora (1982)

### Cinema
- I fichissimi, regia di Carlo Vanzina (1981)
- Fracchia la belva umana, regia di Neri Parenti (1981)
- Caligola - La storia mai raccontata, regia di David Hills (1982)
- Pierino colpisce ancora, regia di Marino Girolami (1982)
- Roma dalla finestra, regia di Masuo Ikeda (1982)
- Grog, regia di Francesco Laudadio (1982)
- Amici miei - Atto IIº, regia di Mario Monicelli (1982)
- La gorilla, regia di Romolo Guerrieri (1982)
- Buona come il pane, regia di Riccardo Sesani (1982)
- Storia di Piera, regia di Marco Ferreri (1983)
- Io, Chiara e lo Scuro, regia di Maurizio Ponzi (1983)
- Ladies & Gentlemen, regia di Tonino Pulci (1984)
- Fatto su misura, regia di Francesco Laudadio (1985)
- Il tenente dei carabinieri, regia di Maurizio Ponzi (1986)
- Italian Fast Food, regia di Lodovico Gasparini (1986)
- L'estate sta finendo, regia di Bruno Cortini (1987)
- Animali metropolitani, regia di Steno (1987)
- Rimini Rimini - Un anno dopo, episodio La scelta, regia di Bruno Corbucci (1988)
- Fantozzi alla riscossa, regia di Neri Parenti (1990)
- Abbronzatissimi, regia di Bruno Gaburro (1991)
- Parenti serpenti, regia di Mario Monicelli (1992)
- Persone perbene, regia di Francesco Laudadio (1992)
- Abbronzatissimi 2 - Un anno dopo, regia di Bruno Gaburro (1993)
- Prestazione straordinaria, regia di Sergio Rubini (1994)

### Televisione
- Il bagno di Vladimir Vladimirovič Majakovskij, regia di Mario Missiroli, trasmessa dal Secondo canale l'8 febbraio 1977.
- Bambole: scene di un delitto perfetto  regia di Alberto Negrin – miniserie TV (1980)
- Bebawi - Il delitto di via Lazio, regia di Michele Massa – miniserie TV (1983)
- La piovra, regia di Damiano Damiani – miniserie TV (1984)
- I racconti del maresciallo – serie TV, 1 episodio (1984)
- La piovra 2, regia di Florestano Vancini – miniserie TV (1986)
- Cinque storie inquietanti, regia di Carlo Di Carlo – miniserie TV (1987)
- Una lepre con la faccia di bambina, regia di Gianni Serra – miniserie TV (1988)
- Oggi ho vinto anch'io, regia di Lodovico Gasparini – film TV (1989)
- Non aprite all'uomo nero, regia di Giulio Questi – film TV (1990)
- Sì, ti voglio bene, regia di Marcello Fondato – miniserie TV (1994)
- Anni '50, regia di Carlo Vanzina – miniserie TV (1998)
- In fondo al cuore, regia di Luigi Perelli – miniserie TV (1998)
- Come quando fuori piove, regia di Bruno Gaburro – film TV (1998)
- Le voyage de Louisa, regia di Patrick Volson – film TV (2005)

## Prosa radiofonica Rai
- Treville ne I tre moschettieri di Alessandro Dumas padre, regia di Marco Parodi, 30 puntate, trasmessa dal 2 febbraio al 27 febbraio 2004 su Rai Radio 2

## Doppiaggio

### Cinema
- Jeffrey Tambor in Una notte da leoni, Una notte da leoni 2, Una notte da leoni 3
- Temuera Morrison in Barb Wire
- Nicholas Worth in Darkman
- Jim Doughan in The Mask
- Paul Willson in Piccola peste torna a far danni[4]
- John Candy in Io e zio Buck
- Stephen Fry in Tu chiamami Peter
- Patrick Timsit in Marquise
- James Levine in Fantasia 2000
- John Lithgow in Pitch Perfect 3
- Glenn Morshower in Walker Texas Ranger - Processo infuocato
- Shuler Hensley in The Legend of Zorro
- Leo Rossi in Gotti - Il primo padrino
- Timothy Spall in Vanilla Sky
- Richard McCabe in Vi presento Christopher Robin
- Julian Sedgwick in Dragonball Evolution[5]
- George Lopez in Balls of Fury - Palle in gioco
- Robbie Coltrane in Ocean's Twelve
- Russell Hornsby in Big Fat Liar
- Kent Cheng in Ip Man 3
- Hrithik Nanda in Bang Bang
- Mihalis Giannatos in Il mandolino del Capitano Corelli
- Dylan Baker in Catfight - Botte da amiche

### Film d'animazione
- Shrek in Shrek, Shrek 3-D, Shrek 2, Shrek terzo, Shrek e vissero felici e contenti, Shrekkato da morire, Shrekkati per le feste, La spettacolare festa di Natale di Ciuchino e Thriller Night
- Hamm in Toy Story - Il mondo dei giocattoli, Toy Story 2 - Woody e Buzz alla riscossa, Toy Story 3 - La grande fuga, Buzz Lightyear da Comando Stellare - Si parte!, Toy Story 4
- P. T. Pulce in A Bug's Life - Megaminimondo
- Yeti in Monsters & Co. e Monsters University
- Mack, Auto Hamm, Auto Yeti e Auto P.T. Pulce in Cars - Motori ruggenti, Cars 2 e Cars 3
- Pesce portavoce in Alla ricerca di Nemo
- Bill in Alla ricerca di Dory
- Mustafà in Ratatouille
- John in WALL•E
- Capocantiere Tom in Up
- Zio Max in Il re leone 3 - Hakuna Matata
- Capo Cachicco in Johan Padan a la descoverta de le Americhe
- Mr. Trota in Boxtrolls - Le scatole magiche
- Humerus in Asterix e il Regno degli dei
- Fritz in Inside Out
- Juan Ortodoncia in Coco
- Earl ne Il viaggio di Arlo
- Obelix in Asterix e il segreto della pozione magica
- Signor Ellingboe in Klaus - I segreti del Natale
- Mugnaio in Il gobbo di Notre Dame
- Razaq in I racconti di Parvana - The Breadwinner
- Fenwick in Onward - Oltre la magia[6]

### Serie animate
- John Candy in Che magnifico campeggio!
- Svicolone in Svicolone (2º doppiaggio)
- Walter Winkle in I gemelli Cramp
- Phil in Vicini di campagna
- Coverton in Mostri contro alieni
- Miao Miao Pelosetto in BoJack Horseman (1ª voce)
- Glossaryck in Marco e Star contro le forze del male
- Cleveland Brown (2ª voce) in I Griffin
- Pervis McSlade in I pinguini di Madagascar
- Yeti (1ª voce) in Monsters & Co. la serie - Lavori in corso!
- Fergus de' Paperoni in DuckTales
- Varie voci in Camp Lazlo
- Varie voci in Grimmy
- Suppaman in Dr. Slump & Arale (1º doppiaggio)
- Franken in I Vampiriani - Vampiri vegetariani
- Sindaco Toadstool in Anfibia (st. 1-2)
- Skekayuk / Buongustaio in Dark Crystal - La resistenza

### Serie televisive
- Joe Alaskey in Cose dell'altro mondo
- Charles Frank in Navy
- Stephen Furst ne A cuore aperto (2a voce)
- Michael Cerveris in Gotham
- Anthony Russek in Alias

### Videogiochi
- Bob Graham in Outlaws
- Manny Calavera in Grim Fandango[7]
- Personaggi secondari in Tom Clancy's Splinter Cell
- Tutti i Clone trooper in Star Wars: The Clone Wars - Gli eroi della Repubblica
- Charlie Sidjan in Hitman 2: Silent Assassin
- Kyle Katarn in Star Wars Jedi Knight: Mysteries of the Sith
- Pesce portavoce in Alla ricerca di Nemo[8]
- Obelix in Asterix & Obelix XXL 3: The Crystal Menhir[9]
- P.T. Pulce in Bottega dei giochi - A Bug's Life[10] e A Bug's Life[11]
- Mack in Cars - Motori ruggenti[12] e Cars 3 - In gara per la vittoria[13]
- Gran Prete Rubino in Dragon Lore II: Il cuore del dragone[14]
- Hamm in Disney Infinity[15]